# 陈建功 (作家)
陈建功（1949年11月—），男，广西北海人，中华人民共和国作家，中国作家协会副主席，中国现代文学馆原馆长，作家出版社原社长，中华海外联谊会原常务理事。

## 作品
- 《陈建功小说选》1982 北京出版社
- 《陈建功小说选》1985 北京十月文艺出版社
- 《建功小说精选》1997华夏出版社
- 《我和父亲之间-陈建功散文集》 2017-10民主与建设出版社
- 《请在我脏的时候爱我们》 2025